# Spisekammer
I daglig tale er et spisekammer er et lille rum i umiddelbar nærhed af køkkenet hvor man kan opbevare tørvarer og andre fødevarer som ikke bruges så ofte, eller som man har i store portioner som f.eks. konserves, mel, tørrede svampe, nødder osv. 
Ofte er spisekammeret køligt for at forlænge holdbarheden. Det er indrettet med hylder og nemt at rengøre. 

## Historie
Et spisekammer kan i gammel tid også være et forrum til fadeburet, der indeholdt nok mad til et par dage. 
Eller kongens skatkammer. 
Spisekammeret blev brugt som det rum man dagligt hentede fødevarer fra. Mens fadeburet var der hvor man 
langtidsopbevarede fødevarerne. 
Efter køleskabe og dagligvarebutikker er kommet til, er det ikke så normalt med et særskilt spisekammer, grundet muligheden for nedkøling af mad og stort udbud i dagligvarehandlen. 
Dog er spisekammeret ved at vinde indpas grundet Ny nordisk hverdagsmad som lægger op til at man selv samler ingredienserne i naturen, hvilket kræver ekstra plads til opbevaring mv. 